# Nagib Saddi
Nagib Saddi (fl. 1984) es un botánico brasileño investigador en taxonomía vegetal, Herbario Central, en la Universidad Federal de Mato Grosso.

## Algunas publicaciones
- Comparative external morphological study in the genus Kielmeyera Martius (Guttiferae). - Cuiabá: Universidade federal de Mato Grosso, Herbário central, 1989

- Leaf venation patterns of species of Kielmeyera Martius (Guttiferae) / Nagib Saddi. - Cuiabá: Universidade federal de Mato Grosso, Herbário central, 1990

## Honores

### Epónimos
- (Malvaceae) Hibiscus saddii Krapov. & Fryxell[1]
- La abreviatura «Saddi» se emplea para indicar a Nagib Saddi como autoridad en la descripción y clasificación científica de los vegetales.[2]